# Artturi Laakso

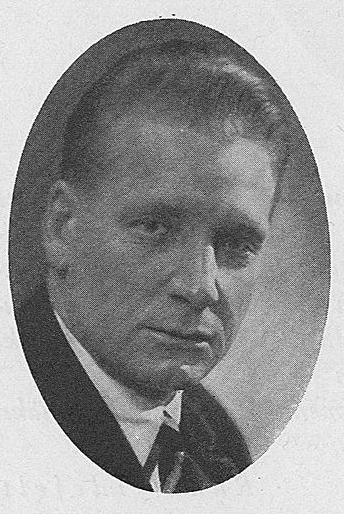
Artturi Laakso, foto från början av 1930-talet.

 Artturi Verneri Laakso, ursprungligen Adamsson, född 26 oktober 1893 i Hollola, död 22 september 1976 i Helsingfors, var en finländsk skådespelare. Han var bror till skådespelaren Uuno Laakso. Han var gift med skådespelaren Elsa Turakainen.
Efter att ha studerat skådespeleri anslöt sig Laakso på 1920-talet till Jakobstads arbetarteater, Varkaus arbetarteater, Tammerfors arbetarteater och teatern i Björneborg. Åren 1927–1934 verkade han vid Viborgs stadsteater, 1934–1937 vid teatern i Tammerfors och 1937–1962 vid Helsingfors folk- och arbetarteater, där han även gästspelade fram till 1971. Förutom sina över 50 filmroller, medverkade Laakso även i TV och TV-serier; bland annat i Mummoni ja Mannerheim 1971.
Laakso tilldelades 1955 Finlands guldmedalj för scenkonst samt 1957 Pro Finlandia-medaljen.